# Stratégie (technique de combat)
Pour les articles homonymes, voir Stratégie (homonymie).
La stratégie, dans les sports de combat, correspond au comportement adopté par l’athlète pour négocier au mieux les situations d’opposition. 

## Définition
Dans le Petit Larousse de 2000, on trouve les définitions suivantes : n.f. 1. « Art de coordonner l’action des forces militaires, politiques, économiques, et morales impliquées dans la conduite d’une guerre ou la préparation de la défense d’une nation ou d’une coalition », 2. « Art de coordonner des actions, de manœuvrer habilement pour atteindre un but », 3. En mathématique, « Ensemble de décisions prises en fonction d’hypothèses de comportement des personnes intéressées dans une conjoncture déterminée, dans la théorie des jeux ». 

## Stratégie en sport
Si l’on rapporte ces définitions aux sports de combat, la stratégie concerne :
- la coordination d’actions impliquées dans la conduite du jeu aussi bien en termes d’offensive que de défensive ;
- la mise en place de manœuvres ;
- le choix de décisions en fonction des comportements adverses.

Un « stratège » est un combattant qui axe son travail sur la mise en place d’actions tactiques (on dit aussi « tacticien »). Un chercheur spécialiste de la stratégie s’appelle plutôt un stratégicien (pour les arts de guerre) ou combaticien (en sports de combat).
En matière de méthodologie, on parle de règles de la stratégie et de choix stratégiques.
Les procédés stratégiques se traduisent par la manière la plus pertinente d’agencer ses ressources pour aborder l’opposant. Ils touchent toutes les opérations de match : planification du jeu, construction du jeu, conduite et gestion du jeu (adaptation à l'adversaire et exploitation du comportement adverse). Ils se concrétisent par l’utilisation de différents types d’opérations, de modes de fonctionnement, de procédés, de réponses adaptatives et de suivi de schémas de jeu. Ces opérations peuvent être improvisées voire programmées (plan tactique) et surtout adaptées à l’adversaire comptent tenu des opportunités du combat. On distingue donc plusieurs catégories de stratégie : adaptative, programmée (calculées, prédéterminées), etc.

Sun Tzu, célèbre stratège chinois du Ve siècle avant notre ère, propose une stratégie indirecte que l’on peut utiliser en boxe : « chercher à briser l’ennemi par l’usure plutôt que par le choc ». Il énonce un ensemble de principes généraux : « chercher à soumettre l’adversaire par une combinaison de ruses, de surprises et de démoralisation », « chercher à connaître l’adversaire, de ses conceptions, de son modus operandi – ce qui est décisif c’est de s’attaquer à la stratégie de l’adversaire », « profiter du point faible adverse ». Il laisse une large place à la capacité à s’adapter à l’imprévu et dit qu’il y a des principes généraux à suivre mais pas d’équation type qui permettre de conduire à la victoire. 

### Illustration enboxe
Ex. : (A) est un fuyard, (B) essaye de le cadrer et de l’acculer aux cordes pour l’avoir à sa portée.
1  ⇒ 2 
(B)  amène son adversaire dans le coin par un pressing (en coup de pied dans l’axe direct) et un cadrage (par des attaques circulaires)… et arrivé près des cordes enchaîne en swing et drop

## Sources
- Georges Blanchet, Boxe et sports de combat en éducation physique, Ed. Chiron, Paris, 1947
- Gérard Chaliand, Arnaud Blin, Dictionnaire de stratégie militaire, Librairie académique Perrin, 1998
- Alain Delmas, 1. Lexique de la boxe et des autres boxes (Document fédéral de formation d’entraîneur), Aix-en-Provence, 1981-2005 – 2. Lexique de combatique (Document fédéral de formation d’entraîneur), Toulouse, 1975-1980
- Jack Dempsey, Championship fighting, Ed. Jack Cuddy, 1950
- F.F.E., Les cahiers de la commission pédagogique nationale d’escrime, INSEP, Paris, 1981
- François Géré, Pensée stratégique, Ed. Larousse, Paris, 1999
- Gabrielle & Roland Habersetzer, Encyclopédie des arts martiaux de l'Extrême-Orient, Ed. Amphora, Paris, 2000
- Louis Lerda, J.C. Casteyre, Sachons boxer, Ed. Vigot, Paris, 1944
- Marcel Petit, Boxe : technique et entraînement, Paris, Ed. Amphora, Paris, 1972.
- Thierry de Montbrial et Jean Klein, Dictionnaire de stratégie, PUF, Paris, 2000